# Gennadiy Aygi
Gennadiy Nikolaevich Aygi, também transliterado como Guenádi Nikolaievitch Aigui (em russo: Геннадий Николаевич Айги, em chuvache: Геннадий Николаевич Айхи; 21 de agosto de 1934 - Moscou, 21 de fevereiro de 2006) foi um poeta e tradutor nascido na Chuváquia, na antiga União Soviética.

## Biografia
Começou a escrever poesia em 1958 originalmente em chuvache, traduzindo pessoalmente seus poemas para o russo, língua na qual igualmente escrevia seus poemas.
Devido a política soviética para a literatura, sua poesia acabou sendo ignorada durante muito tempo em seu próprio país, porém circulava em traduções húngaras, polonesas, sérvias, tchecas e brasileira, graças ao esforço de Boris Schnaiderman, em parceria com Haroldo e Augusto de Campos. Somente após a abertura da União Soviética promovida por Mikhail Gorbachev, a Glasnost, passou a ser reconhecido e lido por seus compatriotas.
Em abril de 2011 foi lançado o livro Guenádi Aigui – Silêncio e Clamor, traduzido por Boris Schaiderman, com a parceria de Jerusa Pires Ferreira, publicado pela editora Perspectiva.